# They Were Not Divided
They Were Not Divided è un film britannico del 1950 diretto da Terence Young.